# Armonica a bocca (film)
Armonica a bocca è un film del 1979 diretto da Piero Natoli.

## Trama
Elisa, una ragazza con problemi psicologici, incontra uno psichiatra che prima la costringe a farsi ricoverare in una clinica privata e poi la rinchiude in una casa lasciandole come unico legame con l'esterno, un'armonica a bocca.